# یواس‌اس سونوما (ای‌تی‌ای-۱۷۵)
یواس‌اس سونوما (ای‌تی‌ای-۱۷۵) (به انگلیسی: USS Sonoma (ATA-175)) یک کشتی بود که طول آن ۱۴۳ فوت (۴۴ متر) بود. این کشتی در سال ۱۹۴۴ ساخته شد.